# Jan Rogowski (cichociemny)

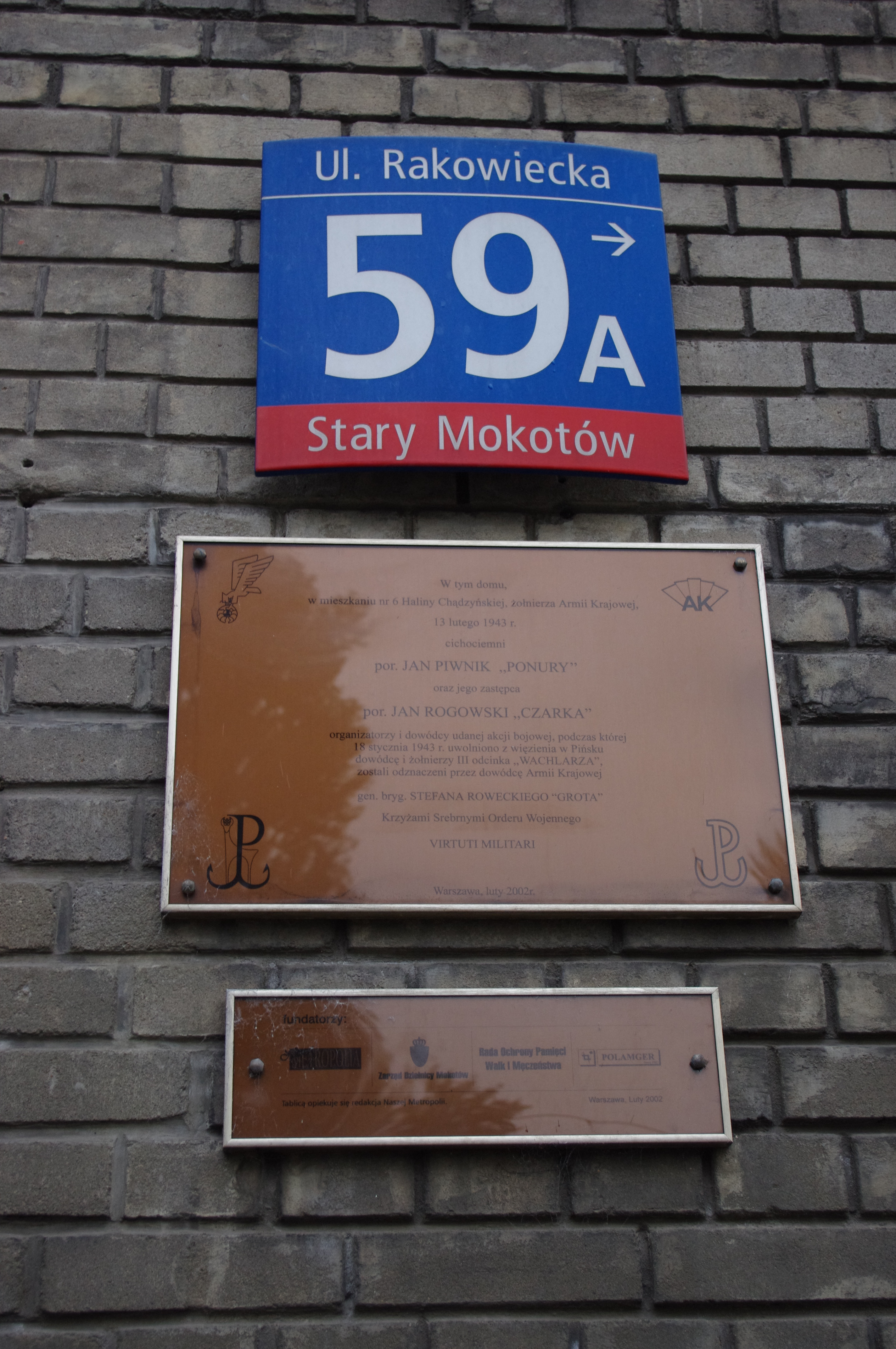
Tablica na ścianie budynku przy ul. Rakowieckiej 59A w Warszawie, gdzie w mieszkaniu Danuty Chądzyńskiej zostali odznaczeni 13 lutego 1943 roku przez gen. Stefana Roweckiego „Grota” – Jan Piwnik ps. Ponury i Jan Rogowski Krzyżami Srebrnymi Orderu Virtuti Militari

Jan Rogowski vel Jan Szulak vel Piotr Jaczyński vel Julian Koba vel Zbigniew Plecki vel Piotr Pomerski vel Stefan Zawidzki, ps. Czarka, Kacz (ur. 21 listopada 1913 w Warszawie, zm. 16 lutego 1944 w Radomiu) – porucznik artylerii Wojska Polskiego, Polskich Sił Zbrojnych i Armii Krajowej, cichociemny.

## Życiorys
W dzieciństwie mieszkał i uczył się w szkołach w Kamieńcu Podolskim, w Rumunii i Zakopanem i wreszcie w Warszawie, gdzie uczył się od 1924 roku w Gimnazjum Towarzystwa im. Jana Zamoyskiego. W 1926 roku przeniósł się do Korpusu Kadetów nr 3 w Rawiczu, gdzie w 1932 roku zdał maturę. Rozpoczął studia na Wydziale Inżynierii Wodnej Politechniki Warszawskiej, później (od 1936 roku) studiował na Wydziale Leśnym SGGW, jednak nie ukończył studiów.
W latach 1933–1934 uczył się w Szkole Podchorążych Rezerwy Artylerii we Włodzimierzu Wołyńskim. W latach 1935–1936 pracował (równolegle ze studiami) jako urzędnik narzędziowni w Fabryce Samochodów Państwowych Zakładów Inżynierii w Ursusie. Później, do wybuchu wojny administrował majątkiem Chinocze w powiecie sarneńskim, którego był współwłaścicielem. Aktywnie działał w Stronnictwie Narodowym i Obozie Wielkiej Polski.
We wrześniu 1939 roku służył jako dowódca plutonu artylerii w 50 pułku piechoty Strzelców Kresowych, a od 11 września w wydzielonym oddziale partyzanckim mjra Leona Fudakowskiego. 19 listopada 1939 roku  przekroczył granicę polsko-węgierską. W styczniu 1940 roku dotarł do Francji, gdzie został przydzielony do 3 baterii 3 pułku artylerii lekkiej 3 Dywizji Piechoty na stanowisko oficera ogniowego. W czerwcu 1940 roku został ewakuowany do Wielkiej Brytanii, gdzie został przydzielony do 1 baterii 1 dywizjonu artylerii lekkiej 1 Brygady Strzelców.
Zgłosił się do służby w kraju. Po przeszkoleniu w dywersji został zaprzysiężony 28 listopada 1941 roku w Oddziale VI Sztabu Naczelnego Wodza. Zrzutu dokonano w nocy z 3 na 4 marca 1942 roku w ramach operacji „Collar” dowodzonej przez kpt. naw. Antoniego Voelnagla (zrzut na placówkę odbiorczą „Pole” 9 km na północny zachód od Wyszkowa). W marcu dostał przydział na II Odcinek Wachlarza na stanowisko dowódcy zgrupowania patroli i zastępcy dowódcy Jana Piwnika „Ponurego”. Dołączył do „Ponurego” w Równem w czerwcu 1942 roku. W lipcu obaj z „Ponurym” zostali przypadkowo aresztowani i osadzeni w więzieniu, skąd udało im się zbiec i dotrzeć we wrześniu do Warszawy. Po rozwiązaniu Wachlarza w marcu 1943 roku dostał przydział do Kedywu AK: kierował jego kielecką bazą z Warszawy. W czerwcu 1943 roku został oficerem sztabu Zgrupowania „Ponurego” i dowódcą 1 plutonu „warszawskiego” II Zgrupowania. We wrześniu 1943 roku ponownie objął kierownictwo bazy kieleckiej w Warszawie.
Uczestniczył w wielu akcjach dywersyjnych, uwolnieniowych i zaopatrzeniowych, m.in.:
- 1 stycznia 1943 roku został wyznaczony na zastępcę dowódcy grupy uderzeniowej na więzienie w Pińsku. W ramach akcji przeprowadzonej 18 stycznia odbito bez strat własnych więzionych oficerów „Wachlarza”[5],
- akcje przerzutowe żołnierzy, broni, wyposażenia i gotówki między Warszawą a Zgrupowaniem „Ponurego”,
- dwie akcje dywersyjne na pociągi niemieckie: w nocy z 2 na 3 lipca 1943 roku na pociąg między Suchedniowem i Łączną i w nocy z 12 na 13 lipca tego roku pod Łączną. W czasie tej akcji był ciężko ranny i po wyleczeniu z powodu niedowładu prawej ręki został przydzielony jako kierownik do bazy uzupełniającej ludzi, broń i wszelki potrzebny sprzęt jednostek akowskich na terenie kieleckim[1][2].

Gestapo aresztowało go 3 stycznia 1944 roku, w zasadzce na moście na Pilicy w Białobrzegach, gdy jechał ciężarówką z zaopatrzeniem zimowym dla Zgrupowania. Jechał razem z Andrzejem Orwid-Eljaszewiczem. Został wydany przez agenta Gestapo Jerzego Wojnowskiego „Motora”. Przewieziono go do siedziby Gestapo w Radomiu. W czasie przesłuchań, mimo tortur, nikogo nie wydał. 16 lutego został skazany na karę śmierci i tego samego dnia rozstrzelany.

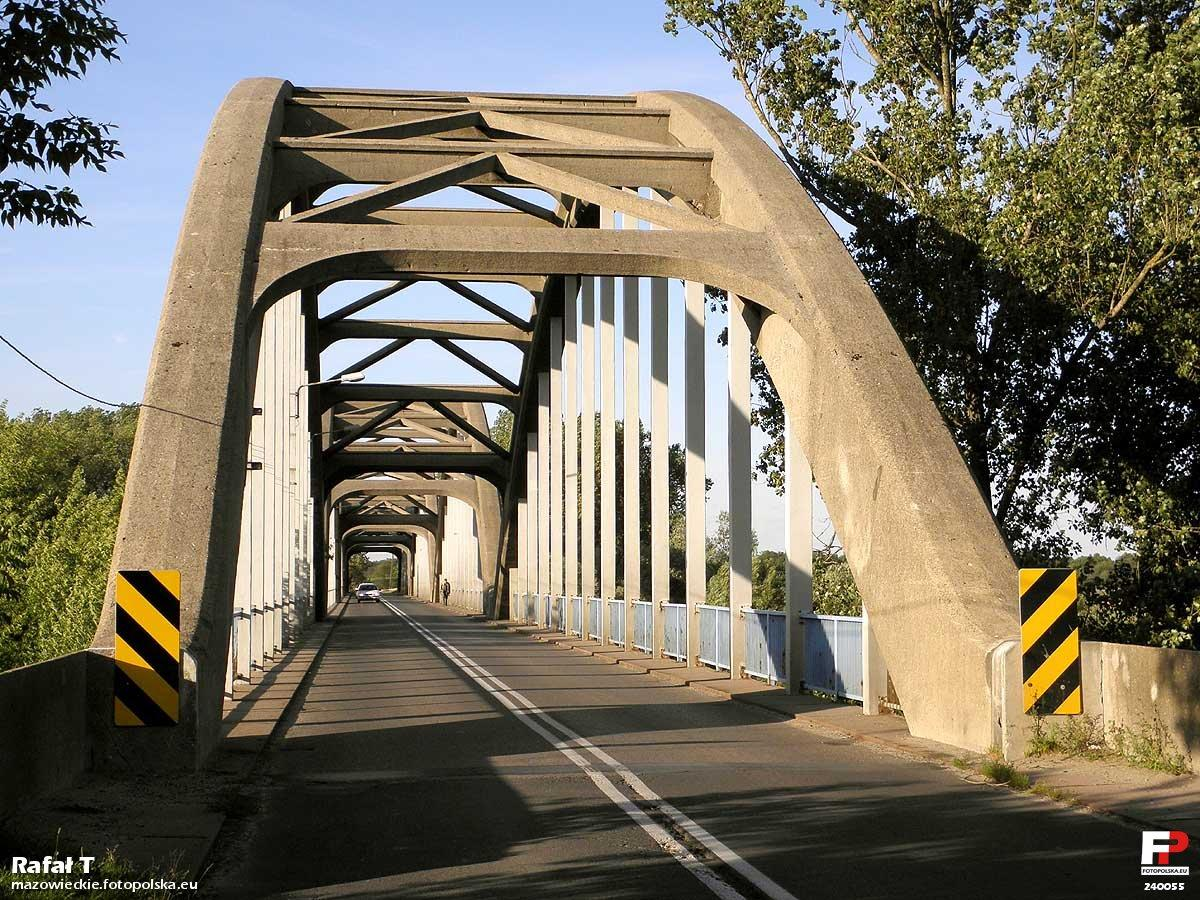
Na tym moście nad Pilicą w Białobrzegach Gestapo urządziło zasadzkę na Jana Rogowskiego

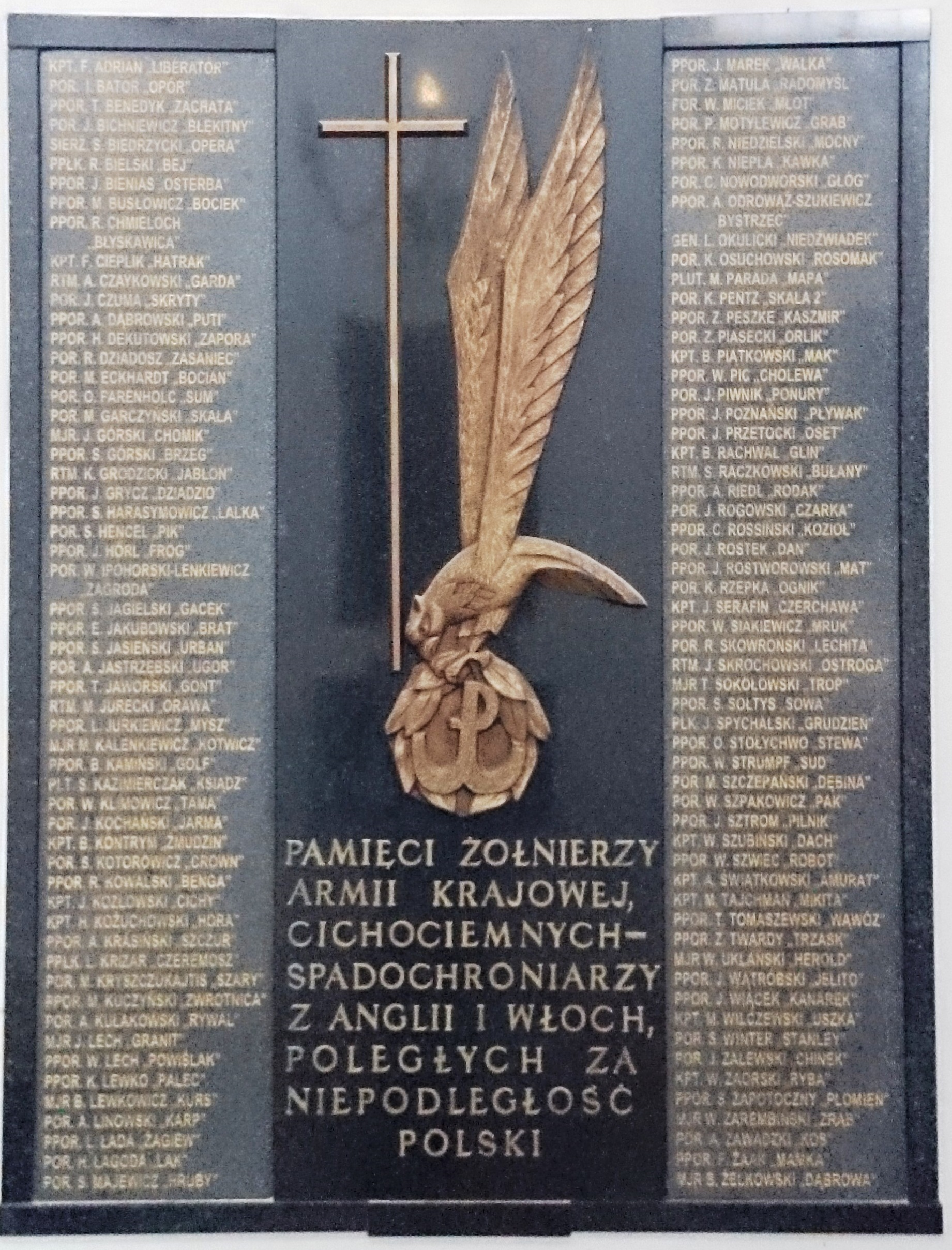
Tablica w kościele św. Jacka w Warszawie, upamiętniająca poległych cichociemnych, w tym Jana Rogowskiego

## Awanse
- podporucznik – ze starszeństwem z dniem 1 stycznia 1936 roku
- porucznik – 4 marca 1942 roku.

## Odznaczenia
- Krzyż Srebrny Orderu Virtuti Militari – nr 13633, rozkaz z 3 lutego 1943 roku, za akcję na więzienie w Pińsku[4]
- Krzyż Walecznych.

## Życie rodzinne
Jan Rogowski był synem Bolesława i Julii z domu Lipkowskiej. Bolesław Rogowski był ziemianinem, właścicielem majątków: Hołykowa (powiat czehryński), Łomańczyce (powiat nowouszycki i Ojdapol pod Humaniem. Poległ jako oficer armii rosyjskiej na froncie w Besarabii w 1916 roku.
Jan miał brata Jerzego (1907–1995). Był praprawnukiem Benedykta Kołyszki (generała Tadeusza Kościuszki). Drugim mężem matki Rogowskiego był Wacław Podhorski, brat gen. Zygmunta Podhorskiego.
Nie założył rodziny.

## Upamiętnienie
W lewej nawie kościoła św. Jacka przy ul. Freta w Warszawie odsłonięto w 1980 roku tablicę Pamięci żołnierzy Armii Krajowej, cichociemnych – spadochroniarzy z Anglii i Włoch, poległych za niepodległość Polski. Wśród wymienionych 110 poległych cichociemnych jest Jan Rogowski.
3 maja 1993 roku w Białobrzegach przed kościołem parafialnym został odsłonięty i poświęcony pomnik: 8-tonowy głaz z marmurową tablicą, krzyżem, znakiem Polski Walczącej i hasłem „Tobie Ojczyzno” – przypomina o zatrzymaniu Jana Rogowskiego i Andrzeja Orwid-Eljaszewicza na moście w Białobrzegach.